# Tin & Tina
Tin & Tina è un film del 2023 diretto da Rubin Stein.
La pellicola è l'adattamento di un cortometraggio omonimo del 2013.

## Trama
Spagna, 1981, pochi anni dopo la transizione spagnola. Dopo un traumatico aborto spontaneo in cui perdono due gemelli, la coppia costituita da Lola e Adolfo decide di recarsi presso un monastero locale per adottare un bambino. Qui Lola rimane colpita da Tin e Tina, due gemelli di sette anni che si dimostrano subito degli ottimi suonatori d'organo: Adolfo non è convinto, tuttavia la donna insiste per scegliere proprio loro. Appena arrivati a casa, i bambini destano subito l'antipatia del cane di famiglia e dimostrano un fortissimo fervore religioso, che li porta a svolgere anche azioni violente verso di sé o altri in alcune circostanze: arrivano ad esempio a soffocare la madre affinché veda Dio, a sventrare il cane dopo che questi aveva morso Lola, a ferirsi da soli come penitenza per aver ucciso il cane.
I genitori, in particolare Lola, cercano di cancellare questo retaggio cattolico dalle loro menti. I bambini nel frattempo iniziano la scuola, dove ricevono bullismo da parte di Pedro. Questo avvenimento spinge loro a chiedersi perché Dio li abbia resi diversi da tutti gli altri. Per consolarli, Lola rivela una sua diversità: una delle sue gambe è in realtà una protesi, questo a causa di un incendio che colpì la sua casa da bambina e uccise la sua famiglia, facendo sì che anche lei crescesse in un monastero. 
Qualche giorno dopo, quando l'intera classe dovrebbe ricevere la prima comunione, Pedro subisce un terribile incidente che si rivelerà fatale: Lola ha il terribile sospetto che i suoi figli adottivi siano coinvolti.
Nella notte di capodanno, nonostante l'avvenuto aborto avrebbe dovuto renderla completamente sterile, Lola scopre di essere rimasta incinta. I bambini sostengono sia stato un miracolo, tuttavia la donna continua a non credere a teorie del genere. Man mano che la gravidanza va avanti, la paranoia di Lola verso i figli adottivi esplode sempre di più: questi, non appena restano da soli con la madre, la legano a letto e cercano di costringerla ad assumere cibo preparato da loro, il tutto mentre Tin danza con la protesi della donna, terrorizzandola. Lola riesce a fuggire dal letto ma lo spavento fa sì che le si rompano le acque: il bambino nasce con qualche settimana d'anticipo ma in salute.
I primi giorni in famiglia passano tranquilli  ma, non appena la madre è via per prendere le uova dal pollaio e il padre è distratto perché è impegnato a guardare in TV la partita del campionato mondiale di calcio 1982 Germania Ovest-Spagna, Tin e Tina decidono di battezzare il nuovo fratellino nella piscina dei genitori adottivi. Lola si accorge di cosa stia accadendo un attimo prima che il neonato muoia affogato: questo evento è un fulmine a ciel sereno per Adolfo, che fino a quel momento aveva sempre difeso i bambini dalle paure di Lola. 
L'uomo decide di bruciare la Bibbia dei bambini davanti ai loro occhi e di riportare Tin e Tina in orfanotrofio. 
Inizialmente, tra i due genitori e il loro figlio naturale si crea un nuovo clima di serenità, tuttavia presto Lola inizia a rimpiangere di aver riportato i bambini in orfanotrofio.
Una sera, dopo l'ennesima litigata, Adolfo sale sul tetto di casa per riparare l'antenna della televisione. Subito dopo c'è un blackout e Lola ha la sensazione che Tin e Tina siano in casa: la donna sale quindi nella camera del bambino, scoprendo che non è nella culla. Poco dopo, Lola scopre con orrore che suo marito ha preso fuoco: l'uomo si riversa in casa e dà fuoco all'intero stabile. La donna riesce a ritrovare il suo bambino e a salvarsi insieme a lui. Il giorno dopo, Lola si risveglia all'ospedale con la madre superiora del monastero, che è lì per porgerle le condoglianze: la monaca afferma che Adolfo è morto dopo essere stato colpito da un fulmine, e che Tin e Tina hanno dormito normalmente in orfanotrofio quella notte. 
La donna si persuade allora della completa innocenza dei due bambini e decide di riprenderli con sé, portandoli così al funerale di Adolfo.

## Produzione
Le riprese sono iniziate il 27 luglio 2021 e sono durate sette settimane, svolgendosi in diverse località della provincia di Siviglia.

## Distribuzione
In Spagna, il film è stato distribuito da Filmax ed è approdato nelle sale cinematografiche a partire dal 24 marzo 2023. A livello internazionale, l'opera è stata invece distribuita dalla piattaforma streaming Netflix a partire dal 26 maggio 2023.

## Accoglienza
Pablo Vazquez di Fotogramas recensisce in maniera mista il film, affermando: "Il film, giocoso e inquietante in parti uguali nella sua prima metà, perde solo parte del suo slancio in un lungo epilogo che cade un paio di volte nel deludente".